# Château de Walbeck (Hettstedt)
Le château de Walbeck est un château à Walbeck, aujourd'hui un quartier de Hettstedt, dans le Land de Saxe-Anhalt. Le château est construit en 1765 sur les fondations d'un couvent consacré en 997.

## Histoire
Walbeck est mentionné pour la première fois dans un document en 959 sous le nom de Walbiki. D'après les notes de l'historien Cyriacus Spangenberg (1528-1604), il s'agit d'un ouvrage majestueux. Les rois Henri Ier, Otton Ier, Otton II et Otton III en font une résidence royale (de).
L'abbesse Mathilde de Quedlinbourg reçoit de la part d'Adélaïde de Bourgogne, la veuve d'Otton Ier, Walbeck en donation en 985 à la condition qu'elle construise un couvent pour l'ordre bénédictin. Celui-ci est consacré en 997 par l'évêque Arnulf d'Halberstadt (de). Pendant la guerre des paysans en 1525, le complexe monastique est gravement détruit.
Après la sécularisation de l'abbaye en 1546, le bâtiment passe comme domaine aux comtes de Mansfeld. Ils le mettent en gage et le vendent. Après plusieurs changements de propriétaire, il est acquis en 1677 par le capitaine minier hanovrien Friedrich Casimir zu Eltz (de), dont le fils Philipp Adam (de) le lègue à son neveu Johann Clamer von dem Bussche-Lohe en 1728.
Siège de la famille, enregistrée comme manoir en 1745, le château actuel est construit en 1765 sur les fondations de l'abbaye. Parallèlement, une église est construite sur le site. De l'ancien couvent, il ne reste que des cloîtres faisant partie du château. Un Bussche ultérieur fait réaménager le parc et planter un vaste verger. À la fin du XIXe siècle, le Landrat Bartel acquiert la propriété. Il construit sur le domaine de grandes granges qui masquent la vue sur les pignons incurvés des ailes latérales.
Après la Seconde Guerre mondiale, le château de Walbeck devient en 1945 un Volkseigenes Gut, de grands complexes d'écuries sont construits. Pendant cette période, Walbeck est une entreprise de formation agricole et est connue pour son élevage de chevaux. Il y a une école pratique d'agriculture avec un internat dans le château.
Après la fin de la RDA en 1989, la propriété est privatisée par la Treuhand et change de mains à plusieurs reprises avec un important retard de rénovation. En 2011, un particulier installe à grande échelle des systèmes photovoltaïques sur les toits. Grâce aux revenus de la production d'électricité, le domaine ou le château, qui porte le nom de Sonnenschloss, est rénové.